# Redstone Sparta
Special Anti-missile Research Test-Australia
Pour les articles homonymes, voir Sparta.
Le Special Anti-missile Research Test-Australia, plus connu sous son abréviation anglophone SPARTA, est une fusée de recherche et développement et lanceur spatial de la famille Redstone. Sa structure est basée sur un étage de fusée Redstone, un second Antares-2 et un étage BE-3.
Sparta a été lancée en 1966 et 1967 depuis Woomera en Australie du Sud pour faire des tests de rentrée dans l'atmosphère ainsi que pour lancer le satellite Australien Wresat.

## Histoire
Après la mise en hors service du missile PGM-11 Redstone, le missile Redstone servit de missile cible pour d'autres missiles, dans le cadre du projet Defender, pour la recherche et développement. Parmi ce programme, 11 des Redstone sont destinés pour les Australiens à une autre partie du programme Defender, connue sous le nom de SPARTA (Special Anti-missile Research Test-Australia). Ces missiles sont conçus à Woomera, en Australie, et le projet est conjoint avec les États-Unis, le Royaume-uni, pour la défense antimissilede l'Australie. Ces deux programmes antérieurs utilisaient le booster de recherche britannique Black Knight pour transporter le véhicule de rentrée. Le constructeur du Redstone est la Chrysler Corporation Missile Division. Le coût total du programme est d'environ 10 millions de dollars américains.

## Caractéristiques
- Apogée : 1 100 km
- Poussée au décollage : 357 kN
- Masse : 30 000 kg
- Diamètre : 1,78 m
- Hauteur : 21,80 m

## Chronologie des lancements
| Vol n° | Numéro de série | Date de lancement | Site de lancement         | Pad de tir | Charge utile particulier | Notes                                         | Dispersion radiale (en m) | Résultat | Image |
| ------ | --------------- | ----------------- | ------------------------- | ---------- | ------------------------ | --------------------------------------------- | ------------------------- | -------- | ----- |
| 1      | 20??            | 28 novembre 1966  | Zone interdite de Woomera | LA-8       | SV1 Sparta 1             |                                               |                           | Échec    |       |
| 2      | CC-2034         | 13 décembre 1966  | Zone interdite de Woomera | LA-8       | SV2 Sparta 2             |                                               |                           | Succès   |       |
| 3      | 20??            | 20 avril 1967     | Zone interdite de Woomera | LA-8       | SV3 Sparta 3             |                                               |                           | Succès   |       |
| 4      | CC-2032         | 4 juillet 1967    | Zone interdite de Woomera | LA-8       | SV4 Sparta 4             |                                               |                           | Succès   |       |
| 5      | CC-2009         | 24 juillet 1967   | Zone interdite de Woomera | LA-8       | SV5 Sparta 5             |                                               |                           | Succès   |       |
| 6      | CC-2039         | 17 août 1967      | Zone interdite de Woomera | LA-8       | SV6 Sparta 6             |                                               |                           | Succès   |       |
| 7      | CC-2012         | 15 septembre 1967 | Zone interdite de Woomera | LA-8       | SV7 Sparta 7             |                                               |                           | Succès   |       |
| 8      | CC-2030         | 11 octobre 1967   | Zone interdite de Woomera | LA-8       | SV8 Sparta 8             |                                               |                           | Succès   |       |
| 9      | CC-2041         | 31 octobre 1967   | Zone interdite de Woomera | LA-8       | SV9 Sparta 9             |                                               |                           | Succès   |       |
| 10     | CC-2029         | 29 novembre 1967  | Zone interdite de Woomera | LA-8       | SV10 Wresat              | Note : envoi du premier satellite australien. |                           | Succès   |       |